# Luiz Felipe (futbolista nacido en 1997)
Luiz Felipe da Silva Nunes (Río Grande, Río Grande del Sur, 24 de abril de 1997), comúnmente conocido como Luiz Felipe, es un futbolista brasileño que juega como portero en Os Belenenses Futebol se la Primeira Liga de Portugal.

## Trayectoria

### Inicios
Luiz Felipe es producto del sistema deportivo juvenil del Sport Club Internacional.

### FC Zoryá Lugansk
En febrero de 2018 firmó un contrato de 3 años con el FC Zoryá Lugansk de la Liga Premier de Ucrania. Debutó por primera vez en el equipo principal en un partido contra el Sporting Clube de Braga en la Liga Europa de la UEFA el 9 de agosto de 2018. Y en la Liga Premier de Ucrania el 30 de septiembre de 2018 en el partido contra el FC Lviv.

### CE Aimoré
En enero de 2020 Luiz Felipe fichó por el Clube Esportivo Aimoré del Campeonato Gaúcho.